# 山本ひかる
山本 ひかる（やまもと ひかる、1991年2月28日 - ）は、日本の女優、雀士。大阪府出身。TWIN PLANET所属。

## 経歴
2005年、「お姫様」という言葉に惹かれて応募した、第1回「アミューズお姫様オーディション」において準グランプリを受賞。
2007年4月、『わたしたちの教科書』でテレビドラマデビュー。
2009年9月、特撮テレビドラマ『仮面ライダーW』のヒロイン鳴海亜樹子役に抜擢される。
2017年8月、YouTubeチャンネル「山本ひかるの麻雀教室」を開設し、麻雀初心者向けの動画を配信開始した。その後、チャンネル名を「山本ひかるの雀雀暇をもて遊ぶ」に改め、自身の私生活を配信するチャンネルとして再スタートする。
2018年6月、かねてからの麻雀好きが高じてプロ競技麻雀団体「RMU」の入会試験に挑み合格。団体アスリート生としてプロライセンスの取得をめざす（対外的にはプロ雀士と名乗っている）。12月には麻雀ウォッチ シンデレラリーグに初出場し、プロ歴一年に満たないながらも初優勝を決めた。
2020年4月1日、所属事務所をアミューズからTWIN PLANETに移籍。
2020年5月、ファンと1対1でビデオ通話ができるライブトークアプリ「WithLIVE」に参入。2021年1月、ライブコミュニケーションアプリ「Pococha」にてライブ配信を開始し、ファンとの交流を深めている。
2024年1月25日、結婚したことを所属事務所を通じて発表した。

## 人物・エピソード
- 趣味はコスプレ、アニメ鑑賞。
- 特技は競技麻雀、バスケットボール、スノーボード、書道。
- 好きなキャラクターはハローキティ。キティファッションが大好きで、洋服や靴・バッグにいたるまで全身キティコーディネートした姿をブログやツイッターに載せており、いくつになっても好きな服を着たいと語っている[8]。
- 視力が悪く、普段はコンタクトレンズや眼鏡を使用している。カラーコンタクトが大好きで、カラコンをしていない時の自分の顔は嫌いだが、カラコンをした時の自分の顔は可愛いので大好きだとブログで語っている[9]。なお、ドラマや映画の撮影の時は目の表情がわからなくなるので透明のコンタクトレンズを使用している。
- 童顔なため、デビュー作以降、しばらくは高校生の役柄を演じることが多かった。
- パソコンや機械系に強く、空気を読まないところがあるため、『科捜研の女』で自らが演じている涌田亜美は自分に近いと語っている[10][11]。
- 麻雀を始めたきっかけは、ネットゲームの友人が楽しそうに麻雀の話をしていて、自分も仲間に入りたいと思ったことからである[12]。18歳のころにオンライン麻雀ゲームでルールを覚え、リアルの友達と麻雀をやるようになり、その面白さにハマって、知らない人とも麻雀を打つようになった。負けず嫌いな性格のため25～26歳のころからもっと強くなりたいと思い始めて、27歳でプロ競技麻雀団体「RMU」に入会した[13]。

『仮面ライダーW』関連
- 当時、同じ所属事務所だった、佐藤健が『仮面ライダー電王』に出演していたこともあり、自身も同シリーズに出演したいと思い、過去にシリーズ作品のオーディションを何回か受けていた。そのため『仮面ライダーW』への出演は嬉しいものであったという。なお佐藤健とはロッテの「Fit's」のCMで共演している[14]。
- 雑誌『宇宙船』のインタビューで「『W』終了後も鳴海亜樹子として何らかの形で出演したい」と語っていた[15]が、2010年12月公開の『仮面ライダー×仮面ライダー オーズ&ダブル feat.スカル MOVIE大戦CORE』や『仮面ライダーW RETURNS』（アクセル、エターナル両方）に出演することとなった。前者ではメリッサという別の役も亜樹子と二役で演じた。

## 出演

### テレビドラマ
- わたしたちの教科書（2007年4月12日 - 6月28日、フジテレビ） - 野部千春 役
- 警視庁捜査一課9係 season3 第4話（2008年5月7日、テレビ朝日） - 林あゆみ 役
  - 新・警視庁捜査一課9係 season3 第5話（2011年8月3日） - 真嶋チカ 役
- 裸の大将 富士の国・山梨篇〜富士山にニセモノが現れたので〜（2008年10月18日、フジテレビ） - 仲田蝶子 役
- 怨み屋本舗スペシャル2（2009年1月7日、テレビ東京） - ミサ 役
- 仮面ライダーW（2009年9月6日 - 2010年8月29日 、テレビ朝日） - ヒロイン・鳴海亜樹子 役
- ほんとにあった怖い話 夏の特別編2010 「赤いイヤリングの怪」（2010年8月24日、フジテレビ） - 佐山久美 役
- 桂ちづる診察日録 第13話 - 最終話（2010年12月18 - 25日、NHK） - 加代 役
- Dr.伊良部一郎 第3話（2011年2月13日、テレビ朝日） - 秋山エリカ 役
- 美咲ナンバーワン!! 第9話 - 最終話（2011年3月9 - 16日、日本テレビ） - 鶴橋歩実 役
- マッスルガール!（2011年4月19日 - 6月21日、MBS） - 須藤つかさ 役
- 深夜食堂2 第13話（2011年10月27日、MBS） - キラリちゃん 役
- 駅弁ひとり旅〜東北編〜 第1話 - 第4話（2012年4月5日 - 26日、BSジャパン） - 大沢綾 役
- ヒロシマ 復興を夢みた男たち（2013年3月16日、NHK） - 下田初子 役
- 水曜ミステリー9 立証〜離婚弁護士 香月佳美（2013年5月29日、テレビ東京） - 上原靖子 役
- 月曜ゴールデン
  - 制服捜査（2013年8月12日、TBS） - 川久保美奈子 役
  - 制服捜査2（2016年2月1日、TBS） - 川久保美奈子 役
- 科捜研の女シリーズ（テレビ朝日） - 涌田亜美 役 
  - 科捜研の女 Season13 第3話 - 最終話（2013年10月31日 - 2014年3月13日）
  - 科捜研の女スペシャル（2013年12月25日）
  - 科捜研の女 Season14（2014年10月16日 - 12月11日）
  - 科捜研の女 年末スペシャル（2014年12月21日）
  - 科捜研の女 新春スペシャル（2015年1月18日）
  - 科捜研の女 Season15（2015年10月15日 - 2016年3月10日）
  - 科捜研の女 正月スペシャル（2016年1月3日）
  - 科捜研の女 春スペシャル（2016年4月7日）
  - 科捜研の女 Season16（2016年10月20日 - 2017年3月9日）
  - 科捜研の女 正月スペシャル（2017年1月3日）
  - 科捜研の女スペシャル（2017年10月15日）
  - 科捜研の女 Season17（2017年10月19日 - 2018年3月22日）
  - 科捜研の女スペシャル（2018年10月14日）
  - 科捜研の女 Season18（2018年10月18日 - 2018年12月13日）
  - 科捜研の女 正月スペシャル（2019年1月3日）
  - 科捜研の女 Season19（2019年4月18日 - 2020年3月14日）
  - 科捜研の女 Season20（2020年10月22日 - 2020年12月17日）
  - 科捜研の女 Season21（2021年10月14日 - 2022年4月7日）
  - 科捜研の女2022 Season22（2022年10月18日 - 12月20日）
  - 科捜研の女 Season23（2023年8月16日 - 10月4日）[16][17]
  - 科捜研の女 Season24（2024年7月3日 - 9月11日）[18]
- 紙の月 第2話 - 最終話（2014年1月14日 - 2月4日、NHK） - 仁志まどか 役
- アリスの棘（2014年4月11日 - 6月13日、TBS） - 環 役
- 月曜名作劇場
  - 警視庁南平班〜七人の刑事〜9（2016年7月11日、TBS） - 桧山あかり 役
  - 制服捜査3（2016年8月22日、TBS） - 川久保美奈子 役
- 騎士竜戦隊リュウソウジャー 第29話（2019年10月6日、テレビ朝日） - 優衣 役

### テレビアニメ
- 人造昆虫カブトボーグ V×V（2006年、BSジャパン） - さやか 役

### 映画
- うた魂♪（2008年4月5日、日活） - 山田桜子 役
- 激情版 エリートヤンキー三郎（2009年2月28日、東映） - 如月春奈 役
- 海の上の君は、いつも笑顔。（2009年5月9日、オフィスキタ） - 奈津子 役
- BABY BABY BABY!（2009年5月23日、東映） - ミカ 役
- 湾岸ミッドナイト THE MOVIE（2009年9月12日、ジョリー・ロジャー） - 千夏 役
- 天使の恋（2009年11月7日、ギャガ） - 鮎川友子 役
- 仮面ライダーシリーズ（東映）
  - 仮面ライダー×仮面ライダー W&ディケイド MOVIE大戦2010（2009年12月12日） - 鳴海亜樹子 役
  - 仮面ライダーW FOREVER AtoZ/運命のガイアメモリ（2010年8月7日） - 鳴海亜樹子 役
  - 仮面ライダー×仮面ライダー オーズ&ダブル feat.スカル MOVIE大戦CORE（2010年12月18日） - 鳴海亜樹子、メリッサ 役[注釈 2]
  - 仮面ライダー×仮面ライダー 鎧武&ウィザード 天下分け目の戦国MOVIE大合戦（2013年12月14日） - チャチャ 役[注釈 3]
- あぜ道のダンディ（2011年6月18日、ビターズ・エンド） - 優子 役
- ビターコーヒーライフ（2012年5月12日） - 明日香 役[19]
- 恐竜を掘ろう（2013年3月30日、東京テアトル）
- 生贄のジレンマ〈上〉（2013年7月13日、ジェネオン・ユニバーサル・エンターテイメントジャパン） - 斉藤優実 役
- 陽だまりの彼女（2013年10月12日、東宝 / アスミック・エース）
- けんじ君の春（2015年、（有）ストレイドッグプロモーション）
- 科捜研の女 -劇場版-（2021年9月3日、東映） - 涌田亜美 役

### オリジナルビデオ
- 仮面ライダーW 超バトルDVD 丼のα/さらば愛しのレシピよ （2010年） - 鳴海亜樹子 役
- 仮面ライダーW RETURNS（2011年） - 照井亜樹子 役
  - 仮面ライダーアクセル
  - 仮面ライダーエターナル

### ネットムービー・ドラマ
- 仮面ライダーシリーズ - 鳴海亜樹子 役
  - ネット版 仮面ライダーW FOREVER AtoZで爆笑26連発（2010年）
  - 仮面ライダージャンヌ&仮面ライダーアギレラ withガールズリミックス（2022年）[20]
  - 仮面ライダーマジェード withガールズリミックス（2025年）[21]
- L et M わたしがあなたを愛する理由、そのほかの物語（2012年）

### ウェブテレビ
- 新春オールスター麻雀大会2020（2020年1月2日 - 3日、AbemaTV）[22]※テレビ朝日でも一部放送

### 舞台
- 素敵なウェディングプランナー～幸せの香り～（2012年8月25日 - 27日、博品館劇場） - 主演・田上彩華 役
- 好き好き大好き超愛してる。（2012年11月7日 - 11日、TOKYO FM HALL）
- ロマンシング サガ THE STAGE〜ロアーヌが燃える日〜（2017年4月15日 - 23日、サンシャイン劇場 / 4月28日 - 30日、サンケイホールブリーゼ / 5月3日・4日、愛知県芸術劇場大ホール / 5月6日・7日、久留米シティプラザ ザ・グランドホール）- モニカ・アウスバッハ 役
- “STRAYDOG”Produce『路地裏の優しい猫』（2020年7月24日・25日、近鉄アート館）[注釈 4] - ヒロコ 役
- “STRAYDOG”Produce『幸せになるために』（2022年8月3日 - 7日、「劇」小劇場 / 8月13日・14日、HEP HALL）[23]
- 原色★歌謡曲図鑑（2023年5月11日 - 14日、CBGKシブゲキ!!） - 筒井ルナ 役[24]

### PV
- +Plus 『日向に咲く夢』
- 伊藤由奈 featuring Spontania『今でも 会いたいよ…』
- 上木彩矢 w TAKUYA『W-B-X 〜W-Boiled Extreme〜』（2009年）

### CM
- ロッテ 「Fit's（犬の散歩 篇 / 奈良 篇）」（2009年）
- ファシル 「1ヶ月定期交換コンタクトレンズ」（2009年）
- エバラ コラーゲン鍋の素（2009年）
- アイシティ（2011年）
- ヤマザキビスケット「ルヴァンプライムスナック」『科捜研の女』コラボ特別CM [25] - 涌田亜美 役（2019年4月 - 2020年12月）

### その他
- ファンとアイドルが1対1で一定時間ビデオ通話できるライブトークアプリ「WithLIVE」に参入（2020年5月 - ）
- ライブコミュニケーションアプリ「Pococha」（ポコチャ）にて配信を開始（2021年1月 - ）
- エンタメ～テレ エハラマサヒロのパチバラ6 #1-2（2021年4月 - ）

## 作品

### 写真集
- BOMB!特別編集 山本ひかる1st写真集『ひかる』（2010年1月28日、学研パブリッシング、撮影：長野博文）ISBN 978-4-05-404307-7
- 週プレ PHOTO BOOK 山本ひかるデジタル写真集『Mysterious Eyes』（2021年9月13日、集英社、撮影：YOROKOBI）

### DVD
- 『Sweetness』（2010年2月24日、アミューズソフトエンタテインメント）

### トレーディングカード
- ボムカード リミテッド「山本 ひかる」ファーストトレーディングカード（2010年）

### キャラクターソング
| 発売日        | 商品名                                                              | 歌                                 | 楽曲          | 備考                                                                |
| ------------- | ------------------------------------------------------------------- | ---------------------------------- | ------------- | ------------------------------------------------------------------- |
| 2025年5月11日 | Go As ONE（『仮面ライダーマジェードwithガールズリミックス』主題歌） | 九堂りんね with ガールズリミックス | 「Go As ONE」 | ウェブドラマ『仮面ライダーマジェード withガールズリミックス』主題歌 |

### ユニットメンバー
1. ↑  松本麗世、椛島光、アンジェラ芽衣、山本ひかる

注釈
1. ↑  グランプリは田中美晴
2. ↑  一人二役。
3. ↑  友情出演。
4. ↑  当初、2020年4月～5月に公演を予定していたが、新型コロナウイルス感染拡大防止のため日程が7月～8月に延期された。7月の大阪公演は感染予防対策を実施して上演されたが、8月の東京公演の直前にキャストが新型コロナウイルスに感染したことが発覚したため、公演は再延期となった。延期されていた東京公演が2021年4月28日～5月2日に開催決定したが、公演直前に緊急事態宣言が発令されたため、やむなく一回限りの無観客公演（有料配信公演）に上演形態を変更し、5月2日～5月16日までインターネットで有料配信された。

出典
1. 1 2  “山本 ひかる - TWIN PLANET ENTERTAINMENT”.   TWIN PLANET. 2020年7月10日閲覧。
2. 1 2  公式読本 2010, pp. 48–50, 「W CAST TALK_03 山本ひかる」
3. ↑  “女優「山本ひかる」 RMUに入会”.   RMU公式ブログ (2018年6月6日). 2018年6月6日閲覧。
4. ↑  “「仮面ライダー」ヒロイン・山本ひかる、プロ雀士に！「目指すは最強の雀士!!」(1/5)”. ニュースウォーカー (2019年6月8日). 2019年1月7日閲覧。
5. ↑  “プロ歴5カ月 山本ひかるが好発進！／麻雀・シンデレラリーグ 第1節Cブロック2卓”. Abema 麻雀 TIMES (2019年12月9日). 2019年1月7日閲覧。
6. ↑  “【仮面ライダーW・ヒロイン】山本ひかるさん（32）　結婚を報告　「お相手は共通の趣味を通じて知り合った方です」”. TBS NEWS DIG. (2024年1月25日) 2024年1月25日閲覧。
7. ↑  “山本ひかる│いつも応援してくださる皆様へ”. TWIN PLANET ENTERTAINMENT. 2024年1月27日閲覧。
8. ↑  “お気に入りのキティファッション”. 山本ひかる公式サイト「山本ひかるのゆったりのんびり生活」.  Ameba Blog (2021年2月25日). 2021年3月8日閲覧。
9. ↑  “カラコンとわたし”. 山本ひかる公式サイト「山本ひかるのゆったりのんびり生活」.  Ameba Blog (2020年9月7日). 2020年9月17日閲覧。
10. ↑  “「科捜研の女」山本ひかるは機械＆漫画好き！意外な素顔に迫る”.  ザテレビジョン (2014年9月29日). 2020年8月11日閲覧。
11. ↑  “『科捜研の女』若手俳優座談会「異動じゃなくて殉死がいい」”.  女性セブン (2017年12月7日). 2020年8月11日閲覧。
12. ↑  “山本ひかる　RMU入会インタビュー”. RMU公式ブログ.   Ameba Blog (2018年6月26日). 2020年8月11日閲覧。
13. ↑  “「仮面ライダー」ヒロイン・山本ひかる、プロ雀士に！「目指すは最強の雀士!!」”.  ザテレビジョン (2018年6月8日). 2020年8月11日閲覧。
14. ↑  『東映ヒーローMAX』（2009年、辰巳出版）山本ひかるインタビューより。
15. ↑  『宇宙船』2010年7月号、ホビージャパン、2010年。
16. ↑  “「科捜研の女」season23が8月にスタート、水曜よる9時枠で放送”. 映画ナタリー (ナターシャ). (2023年6月23日) 2023年6月23日閲覧。
17. ↑  “「科捜研の女」season23の初回は2時間スペシャル、徳重聡・市毛良枝がゲスト出演”. 映画ナタリー (ナターシャ). (2023年7月17日) 2023年7月17日閲覧。
18. ↑  “「科捜研の女」season24が7月開始、テーマは「原点回帰」マリコのパッションを継承”. 映画ナタリー (ナターシャ). (2024年5月28日) 2024年5月28日閲覧。
19. ↑  “福島復興への思いを込めた映画『ビターコーヒーライフ』の劇場鑑賞券プレゼント！”. with online on ウーマンエキサイト (2012年4月27日). 2012年4月28日時点のオリジナルよりアーカイブ。2024年1月25日閲覧。
20. ↑  “8月7日（日）よりTTFCで配信開始!!『仮面ライダージャンヌ＆仮面ライダーアギレラ withガールズリミックス』に【鳴海亜樹子】と【ポッピーピポパポ】が参戦！”. 仮面ライダーリバイス.   テレビ朝日 (2022年7月17日). 2022年7月17日閲覧。
21. ↑  “『仮面ライダーマジェード withガールズリミックス』配信決定 今度の主役は九堂りんね アギレラ&サーベラと並び立つ”. ORICON NEWS. (2025年3月16日) 2025年3月17日閲覧。
22. ↑  “24人の麻雀好き芸能人が24時間ぶっ通しで“打ち初め”開始／新春オールスター麻雀”. AbemaTIMES. 2020年1月5日閲覧。
23. ↑  “廃工場に5組の家族が集められ…“STRAYDOG”「幸せになるために」主演は鳥居みゆき”. ステージナタリー.   ナターシャ (2022年5月23日). 2022年5月23日閲覧。
24. ↑  “舞台「原色★歌謡曲図鑑」”. 舞台「原色★歌謡曲図鑑」by 自由が丘ミュージックロボットプロジェクト. 2023年8月4日閲覧。
25. ↑  “『科捜研の女』メンバーが特別CMに出演！「ルヴァンプライム」を京都府警で分析する”. テレ朝POST.   テレビ朝日 (2019年4月10日). 2021年2月15日閲覧。